# ティモシー・ブライト
ティモシー・ブライト(英語:Timothie Bright、1551年? - 1615年頃)は、イングランドの医師、聖職者。
速記法の一つを発明した。

## Early life
1551年頃、シェフィールド近辺で生まれたと推定されている。1561年5月21日にケンブリッジのトリニティ・カレッジで「インピュベス、11歳」として入学。1567-8年にB.A.を取得した。1572年には、おそらく医学の勉強のためにパリに滞在しており、サン・バルテルミの虐殺が起こった際には、フランシス・ウォルシンガムの家に避難し難を逃れた。『Animadversions on Scribonius (1584)をSir Philip Sidney (1584)』に献呈した際、ブライトはその時に一度だけウォルシンガムに会ったことがあると述べている。

## Physician
ブライトは1574年にケンブリッジでM.B.を取得し、翌年には医師免許を取得し、1579年にはM.D.となった。その後、数年間はケンブリッジに住んでいたようだが、1584年にはイプスウィッチに住んでいた。1585年10月1日、ケンブリッジのエマニュエル・カレッジの法令に立ち会った一人で、サー・ウォルター・ミルメイが署名し、カレッジの初代学長であるローレンス・チャダートンに交付された。ピーター・オズボーン（枢密院の金庫番）に献呈された『憂鬱論』の日付は、1586年5月23日、「スミスフィールドのS・バートルミューズという少女」となっている。オズボーンは当時、聖バーソロミュー病院の医師のために使われていた家に住んでいた。彼は1586年頃にターナー博士の後を継ぎ、1590年に辞任したと思われるが、その年の9月19日に後継者が選出されている。その献辞の中で彼は次のように書いている。『この私のささやかな愛を、あなたのお名前に捧げます......敬愛するM.オズボーン様......私が特に尊敬してやまない方です......あなたの高貴で学問のある、私の知人の中でも最も優れた方のお陰で、私はこの意味を理解することができました......彼女には多くの娘がいて、彼女たちは皆、尊敬の念で結ばれています。）』

## その後
その後、ブライトは医師の道を捨て、聖職に就いた。1588年、彼は自分の論文「Characterie」をエリザベス女王に捧げ、1591年7月5日には、オト・ハントの死によって無効となっていたヨークシャーのメスリーの司祭館を、1594年12月30日には同州のバーウィック・イン・エルメットの司祭館を彼に与えた。後者が彼の通常の居住地であったようで、少なくとも1615年8月9日にはそこで遺書を作成し、神の望む場所に埋葬するよう遺言している。この遺言は1615年11月13日にヨークで証明された。彼はマーガレットという名の未亡人と、ヨークシャーのメルトン・スーパー・モンテムに住むティモシー・ブライト（法廷弁護士）と、1611年にケンブリッジのピーターハウスで医学博士号を取得し、ビバリーで開業したタイタス・ブライトという2人の息子を残した。彼には娘のエリザベスもいた。

## 速記法
ブライトの『Characterie』（1588年）は8冊存在することが知られているが、そのうち完全なものは4冊しかない。そのうちの1冊は、シェイクスピア研究者のフランシス・ドゥースが所有していたもので、現在はボドリアン図書館に保存されている。小さな本で、保存状態は良いが、速記符号はすべて消えかかったインクで書かれている。他にも、ニューヨーク公共図書館（不良品）、バイエリッシュ・スタッツビブリオテーク、ケンブリッジ大学（不良品）、ソールズベリー（2冊、少なくとも1冊は不良品）、ロンドン大学（1966年のアルストンによれば不良品だが、1962年のケインズは完全なものだと主張している）にもある。また、ケインズがニューヨークのジョン・R・グレッグに送ったとされるもう1冊のコピーは紛失したと報告されている。実際には、このコピーはNYPLにある。
この本のエリザベス女王への献辞の中で、著者は自分の発明についてこう述べている。
キケロは、プルタルクがCato the youngの生涯で報告しているように、性格によって迅速な種類の詩を書くことは、彼の労働に値すると考えており、ローマの一般の人々にとっても同様に有益であると考えていた（Most gratious Soueraigne）。この発明は後にセネカによって拡大され、文字数は7000にもなった。時間の不都合によるものであれ、あるいは人々が退屈な学習のためにそれを放棄したものであれ、今日ではキケロスの発明の現存するものは何もない。このような種類の書物の膨大な量を考慮して、私はこのようなものを考案した。文字数が少なく、短くて簡単で、それぞれの文字が1つの単語に対応している。私の考案は、単なる英語で、何の教訓も模倣もない。使用法はもっとたくさんあります。短くは、手の器用な人がそれで演説や公の場でのスピーチを書くことができるように、また、そのようなスピーチの言葉をそのまま書くことができるように。いかなる種類のワイライトにも似ていない秘密。また、ここでは（他の特性も含めて）文字やアルファベットによる書き言葉よりも優れている。それは、異なる言語を話す国の人々が、別々の言語を話すにもかかわらず、ここに文字でその意味を伝えることができるからである。
エリザベス女王は、1588年7月26日付の特許状により、ブライトに15年間にわたり、「この時期までに他の従属者によって一般的に知られていなかった文字、またはその文字によって」教育を行い、本を印刷する独占的な権限を与えたのである。エドワード・ポックネルは、1884年5月号の雑誌『Shorthand』で、ブライトのシステムを詳しく説明している。このシステムはアルファベットを基本としているが、文字を表す記号は互いに容易に結合できない。このアルファベットは、14年後にジョン・ウィリス（John Willis）が「Art of Stenographie」（1602年）で説明したように、単語全体に規則的に適用するにはあまりにも不便で、後の速記法の基礎となった。写本のうち (No.51, art.57)には、1586年にブライト自身が書いた「characterie」のタイタスの書のコピーがある。物理学博士ティモシー・ブライトの「速記法に関する論考」は、文字の表とともに、1859年のドーソン・ターナーの手稿の売却時に販売されたものである。これはヘンリー・スペルマン卿が所有していたものである。

## 執筆
- An Abridgment of John Foxe's "Booke of Acts and Monumentes of the Church", London, 1581, 1589, 4to; dedicated to Sir Francis Walsingham.
- Hygieina, id est De Sanitate tuenda, Medicinæ pars prima, London, 1581, 8vo; dedicated to Lord Burghley.
- Therapeutica; hoc est de Sanitate restituenda, Medicinæ pars altera; also with the title Medicinæ Therapeuticæ pars: De Dyscrasia Corporis Humani, London, 1583, 8vo; dedicated to Lord Burghley. Both parts reprinted at Frankfort, 1688–9, and at Mayence 1647.
- In Physicam Gvlielmi Adolphi Scribonii, post secundam editionem ab autore denuò copiosissimè adauctam, & in iii. Libros distinctam, Animaduersiones, Cambridge, 1584, 8vo; Frankfort, 1593, 8vo; dedication to Sir Philip Sidney, dated from Ipswich.
- A Treatise of Melancholie, Containing the cavses thereof, & reasons of the strange effects it worketh in our minds and bodies: with the phisicke cure, and spirituall consolation for such as haue thereto adioyned an afflicted conscience, London (Thomas Vautrollier), 1586, 8vo; another edition, printed the same year by John Windet. This is said to be the work which suggested Burton's Anatomy of Melancholy.
- Characterie. An Arte of shorte, swifte, and secrete writing by character. Inuented by Timothe Bright, Doctor of Phisicke. Imprinted at London by I. Windet, the Assigne of Tim. Bright, 1588. Cum priuilegio Regiæ maiestatis. Forbidding all others to print the same, 24mo.
- Animadversiones de Traduce, in Goclenius's Ψυχολογία, Marpurg, 1590, 1594, 1597.

His first medical work (dated 1584) is in two parts: 'Hygieina, on preserving health', and 'Therapeutica, on restoring health.' In the part on poisons, where the flesh of the chameleon, that of the newt, and that of the crocodile are treated as three several varieties of poison, each requiring a peculiar remedy. Bright's preface implies that he lectured at Cambridge; he dedicates both parts to William Cecil, 1st Baron Burghley, as chancellor of the university, and speaks as if he knew him and his family, and he praises the learning of Mildred Cooke, Lady Burghley.
His Treatise of Melancholie is as much metaphysical as medical. There is a chapter in which he discusses the question 'how the soule by one simple faculty performeth so many and diverse actions,' and illustrates his argument by a description of the way in which the complicated movements of a watch proceed from 'one right and straight motion'.